# Friedrich Hedde

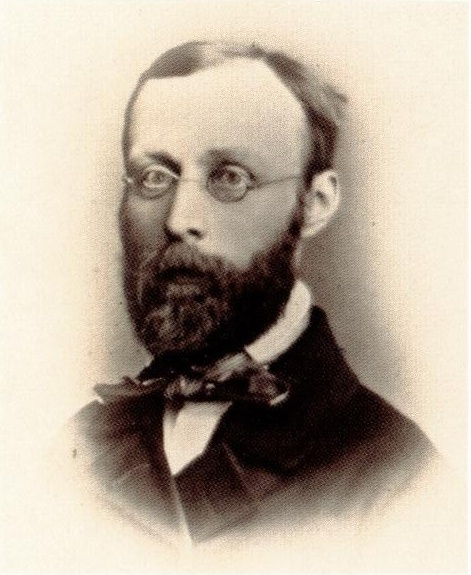
Friedrich Hedde

Friedrich Hedde, in den USA meist Fred Hedde, (* 11. September 1818 in Rendsburg; † 5. März 1908 in Grand Island, Nebraska) war ein deutsch-US-amerikanischer Jurist, Politiker und Zeitungsverleger.

## Leben
Friedrich Hedde war als Mitglied der Familie Hedde ein Sohn des Wesselburener Pastors Jacob Friedrich Hedde (1743–1796) und dessen Ehefrau Catharina Dorothea Hedde geb. Claussen (1763–1802). Er hatte acht Geschwister, von denen drei vor Erreichen des Erwachsenenalters starben. Hedde besuchte die Rendsburger Gelehrtenschule und studierte ab dem Wintersemester 1836/1837 Rechtswissenschaften an der Universität Kiel. Dort war er Mitglied einer Burschenschaft. 1841 legte er sein juristisches Staatsexamen ab und war seit 1842 Untergerichtsadvokat in Kiel.
Nach dem Scheitern der Schleswig-Holsteinischen Erhebung entzogen ihm die dänischen Behörden seine Anwaltszulassung, und Hedde emigrierte 1854 zunächst nach New York und dann nach Davenport (Iowa). Ab 1857 lebte er in der deutschen Neugründung Grand Island (Nebraska), wo er erfolgreich als Geschäftsmann und Publizist arbeitete. Er war Gründungsherausgeber der Tageszeitung Grand Island Daily Independent.

## Politik
Friedrich Hedde, der bis zur Märzrevolution kein politisches Mandat hatte, war einer der Wortführer der Linksliberalen in der Schleswig-Holsteinischen Erhebung. Auf der Volksversammlung in Rendsburg am 18. März 1848 und im Rahmen der Diskussionen über die Bildung der provisorischen Regierung am 23. März 1848 sprach er sich für weitgehende Liberalisierung aus. In den Folgemonaten war er Offizier der Kieler Bürgerwehr und Nachfolger von Theodor Olshausen als Herausgeber des Kieler Correspondenz-Blatts. Vom 27. März 1848 bis zum 8. September 1848 war er Mitglied des außerordentlichen Magistrats der Stadt Kiel und dort besonders in der Kommission zur Beschäftigung der Arbeiter engagiert.
Bei der Wahl zur konstituierenden Landesversammlung Ende Juli scheiterte seine Kandidatur im 2. Holsteinischen Wahldistrikt (Kiel, Brunswik). Am 28./29. September 1848 wurde er in einer Nachwahl in Schönberg (der bisherige Mandatsinhaber Hans Reimer Claussen war in die Nationalversammlung gewählt worden) in die Landesversammlung gewählt. Auch bei den Wahlen zur Landesversammlung 1850 errang er ein Mandat. Er stimmte auf der letzten Sitzung der Landesversammlung gegen die Annahme der Olmützer Punktation. Er gehörte zu den Wortführern der linken Opposition der Kammer.
In den Jahren von 1851 bis 1853 war er Verteidiger seines Abgeordnetenkollegen, des Lehrers Marcus Mester aus Döhnsdorf, der wegen Aufwiegelung in der Schleswig-Holsteinischen Erhebung angeklagt war. Deswegen entzogen die dänischen Behörden Hedde die Anwaltszulassung und gaben damit den Anstoß zu seiner Auswanderung.

## Schriften
- Der Staat Nebraska. (= Der amerikanische Westen, Band 1.) G. v. Maack, Kiel 1874.